# Русаловка
Русало́вка (укр. Русалівка) — село в Маньковском районе Черкасской области Украины.
Население по переписи 2001 года составляло 737 человек. Почтовый индекс — 20111. Телефонный код — 4748.

## Известные уроженцы
- Дробаха, Анатолий Иванович — Герой Советского Союза.

## Местный совет
20101, Черкасская обл., Маньковский р-н, с. Русаловка